# Gilles Harlé
Gilles Harlé (ca. 1955) is een Frans organist

## Levensloop
Harlé heeft zich in het orgelspel bekwaamd, achtereenvolgens bij Jean Costa, Xavier Darasse (bij wie hij de Gouden medaille van het Conservatorium van Toulouse verwierf, Odile Bailleux (Parijs) en Michael Radulescu (Wenen).
Hij voegde hier studies aan toe over compositie en analyse (Toulouse), orkestdirectie (CNR de Rueil-Malmaison et Hochschule für Musik de Vienne) en klavecimbel met Noëlle Spieth (CNR de Paris).
Hij is laureaat van orgelwedstrijden in Toulouse (1981) en Innsbruck (1986). In 1982 behaalde hij de Vierde prijs in het internationaal orgelconcours in Brugge, in het kader van het Festival Musica Antiqua.
Naast orgelconcerten in Frankrijk en in het buitenland, werkt hij vaak samen met orkesten en ensembles, zoals La Grande Ecurie et La Chambre du Roy, La Chapelle Royale, Sagittarius, Les Jeunes Solistes, Ars Nova, La Symphonie du Marais.
Harlé is titularis van het orgel in de Lutheraanse Temple des Billettes (Parijs) en in de Église de Notre-Dame-des-Blancs-Manteaux. Hij doceert orgel aan het Conservatorium van Meaux en klavecimbel aan het Conservatorium van Bourg-la-Reine.
Verschillende platenopnamen staan op zijn naam.